# Formación Tiourarén
La Formación Tiourarén en una formación geológica del Desierto del Sahara, en Agadez, Níger, datada alrededor de 136 a 125 millones de años atrás, entre el Hauteriviense y el Barremiense (Cretácico inferior). Litológicamente está compuesta por rocas arcillosas, depositadas en un ambiente continental. Es una formación pequeña pero importante para la comprensión de la evolución y la diversificación de los dinosaurios. En esta formación se han encontrado fósiles de Spinostropheus un abelisáurido, Afrovenator un megalosáurido, y Jobaria un macronario basal.